# Reid Railton
Reid A. Railton (1895-1977) fut un ingénieur automobile britannique concepteur de véhicules de records de vitesse sur terre et sur l'eau.

## Biographie
Reid Antony Railton était le fils d'un agent de change de Manchester : Charles Withingon Railton et son épouse Charlotte Elizabeth (née Sharman). Reid est né à Chorley, Alderley Edge, Cheshire, et a été Baptisé le 13 août 1895, à l'église de la paroisse locale. Il a été instruit à l'École de Rugby et l'Université de Manchester. Il a rejoint Leyland Motors en 1917 où il a travaillé avec J. G. Parry-Thomas sur la voiture de luxe Leyland Huit . Il est parti en 1922 pour configurer l'Arab Motor Company, où il était le chef concepteur. Seulement environ douze voitures ont été construites, dont deux voitures à châssis bas survivent. Une est sur l'Île de Man et l'autre (numéro de Châssis 6, numéro du moteur 10, enregistrement UW 2) est maintenant en Autriche ayant été reconstruite et recarrossée par David Barker au début des années 1990.
En 1927, à la mort de son ami Parry-Thomas, Railton ferma l'usine Arab et déménagea à Brooklands afin de travailler pour Thomson & Taylor comme Directeur Technique responsable de la Napier Railton de John Cobb de 1933 qui a eu le record de Circuit Extérieur en 1933, et de la voiture de records de vitesse sur terre Bluebird de Sir Malcolm Campbell entre 1931 et 1935. Ses plus grandes réalisations ont probablement été la conception de la voiture Railton Mobil Spécial avec laquelle John Cobb établit les records de Vitesse sur Terre à 635,2 km/h en 1947, et la conception des voitures de course E. R. A. construites entre 1933 et 1934 chez Thompson & Taylors à Brooklands. Il a aussi mis au point le châssis de l'Hudson utilisé sur la voiture Railton, nommée d'après lui.
Il a également conçu des bateaux pour la haute vitesse, y compris le Crusader dans lequel John Cobb a trouvé la mort en 1952, tout en filant à plus de 322 km/h pour tenter de briser le Record de Vitesse sur l'Eau.
En 1939, il s'installe en Californie pour travailler pour la Hall-Scott Motor Company. Il est mort à Berkeley, en Californie, en 1977, à l'âge de 82 ans.

## Véhicules conçus par Reid Railton
- Campbell-Napier-Railton, L'Oiseau Bleu
- Campbell-Railton Blue Bird
- Crusader (la vedette)
- Leyland Huit
- Napier-Railton
- Railton Special
- Railton Mobil Spécial